# The Outsider (Album)
The Outsider ist das dritte Studioalbum des US-amerikanischen Musikproduzenten DJ Shadow. Es markiert eine drastische Wende zu Shadows vorherigen Werken und wurde dafür von Fans und Kritikern zumeist negativ aufgenommen.

## Stil
Shadow wollte mit The Outsider ein Album produzieren, das sich durch seine Andersartigkeit nicht dem Vergleich mit seinem Debütalbum Endtroducing..... stellen müsse, wie es beim Vorgänger The Private Press der Fall war. Dafür experimentierte er auf dem Album mit den verschiedensten Musikstilen und verzichtete weitgehend auf sein Markenzeichen, das Samplen alter Schallplatten. Stattdessen bezog er viele Musikinstrumente in die Produktion mit ein, was ihm mehr Freiraum beim Arrangieren der Stücke gelassen hätte. Die musikalische Palette umfasst dabei Soul und Funk (This Time (I'm Gonna Try It My Way)), Blues (Broken Levee Blues), Punk (Artifact), Indie-Rock (The Tiger), Trip-Hop (Erase You), Spoken Word (What Have I Done), Popmusik (You Made It) und weitere Stile. Mit sechs Titeln besteht der Großteil des Albums allerdings aus Hyphy-Stücken, einem Stil ähnlich dem Crunk, was DJ Shadow folgendermaßen erklärte:

“I just sat down to make a record that reflected what I like and the type of music that I care about. Being from and living in the Bay Area, I sort of fell in to listening to Hyphy stuff, and it's the most potent type of rap that the Bay Area has come up with since the early 90s.”

Mit den unterschiedlichen Stilen gleichbedeutend umfasst The Outsider eine umfangreiche und sehr diverse Liste an Gastsängern. Lediglich drei von 15 Titeln sind Instrumentalstücke.

## Titelliste
1. Outsider Intro – 2:20
2. This Time (I'm Gonna Try It My Way) – 3:05
3. 3 Freaks (featuring Keak da Sneak und Turf Talk) – 3:49
4. Droop-E Drop – 0:18
5. Turf Dancing (featuring The Federation und Animaniaks) – 4:35
6. Keep Em Close (featuring Nump) – 3:05
7. Seein Thangs (featuring David Banner) – 3:40
8. Broken Levee Blues – 2:07
9. Artifact (Instrumental) – 2:55
10. Backstage Girl (featuring Phonte Coleman) – 7:21
11. Triplicate / Something Happened That Day – 3:43
12. The Tiger (featuring Sergio Pizzorno und Christopher Karloff) – 5:23
13. Erase You (featuring Chris James) – 6:57
14. What Have I Done (featuring Christina Carter) – 5:24
15. You Made It (featuring Chris James) – 2:47
16. Enuff (featuring Q-Tip und Lateef the Truth Speaker) – 4:28
17. Dats My Part (featuring E-40) – 4:04
18. 3 Freaks (Droop-E Remix) (featuring Mistah F.A.B., Turf Talk und Keak da Sneak) – 4:34

## Rezeption
The Outsider wurde sehr unterschiedlich bewertet, wobei das Album immer wieder mit Shadows vorherigen Werken, insbesondere Endtroducing....., verglichen wurde. Bereits vor der Veröffentlichung des Albums sorgten die Single 3 Freaks und der sich stilistisch andeutende Richtungswechsel für lautstarke Kritik, auf die Shadow gereizt reagierte. Der auf 33 Rezensionen beruhende Metascore von The Outsider liegt bei 62 %. Zumeist wurde die fehlende Homogenität der einzelnen Stücke in den Mittelpunkt gestellt.
Das E-Zine laut.de hob einzelne Titel des Albums hervor, kritisierte aber die „stilistische Vielfalt“, die sich auch als „unvollständig und beliebig“ bezeichnen ließe. Die meisten der Gastsänger sowie die Vielzahl an „0815-Raptitel[n]“ wurden ebenfalls bemängelt und das Album mit zwei von fünf Punkten bewertet. Insgesamt klänge „aktueller Charts-Rap“ auch nicht anders als The Outsider.
Für die Hip-Hop-Zeitschrift Juice vergab der Musikproduzent und -journalist Falk Schacht eine weitaus höhere Wertung. Er bezeichnete die Musik als „sehr, sehr gut“ und viele Songs als das „Beste, was die jeweiligen Genres so hergeben.“ Aus Respekt vor DJ Shadow, mit den Konventionen und Erwartungen der Musikindustrie sowie der Fans zu brechen, bewertete Schacht das Album mit fünf von sechs „Kronen“.
Der All Music Guide sah die Produktionen auf The Outsider als die eigentümlichsten in Shadows Karriere, lobte aber, dass er nicht „Endtroducing, Pt. 2“ erschaffen wollte und vergab 3,5 von fünf Punkten an das Album.

The Outsider is a carefully crafted, artistically elusive mess – far more scattershot than even his first UNKLE record (Psyence Fiction), but much more interesting for its excellent productions.

In kommerzieller Hinsicht war The Outsider ein Misserfolg. In den Billboard 200 erreichte es nur eine Platzierung auf Rang 77 und überdauerte lediglich zwei Wochen in den Charts. In Australien belegte das Album eine Woche lang den 44. Rang. In den deutschen deutschen Albumcharts konnte es sich gar nicht erst platzieren.
Konami verwendete das Instrumentalstück Artifact für den Soundtrack des Videospiels Pro Evolution Soccer 2010.